# Manayunkia
Manayunkia Leidy, 1859 è un genere di anellidi policheti canalipalpati della famiglia Fabriciidae.

## Specie
- Manayunkia aestuarina (Bourne, 1883)
- Manayunkia athalassia Hutchings, Dekker & Geddes, 1981
- Manayunkia baicalensis (Nusbaum, 1901)
- Manayunkia baltica (Karling, 1933)
- Manayunkia brasiliensis Banse, 1956
- Manayunkia caspica Annenkova, 1928
- Manayunkia cursoria (Quatrefages, 1866)
- Manayunkia mizu Rouse, 1996
- Manayunkia polaris Zenkevitch, 1935
- Manayunkia siaukhu Annenkova, 1938
- Manayunkia speciosa Leidy, 1859